# Padenia cupreifascia
Padenia cupreifascia là một loài bướm đêm thuộc phân họ Arctiinae, họ Erebidae.